# Glomospiroides
Glomospiroides es un género de foraminífero bentónico de la subfamilia Septabrunsiininae, de la familia Tournayellidae, de la superfamilia Tournayelloidea, del suborden Fusulinina y del orden Fusulinida. Su especie tipo es Glomospiroides fursenkoi. Su rango cronoestratigráfico abarca desde el Mississippiense superior (Carbonífero inferior) hasta el Pennsylvaniense (Carbonífero superior).

## Discusión
Algunas clasificaciones más recientes incluyen Glomospiroides en la familia Septabrunsiinidae, de la superfamilia Lituotubelloidea, del suborden Tournayellina, del orden Tournayellida, de la subclase Fusulinana y de la clase Fusulinata.

## Clasificación
Glomospiroides incluye a las siguientes especies:
- Glomospiroides borealis †
  - Glomospiroides borealis donica †
- Glomospiroides fursenkoi †
- Glomospiroides minutus †
- Glomospiroides nyei †
- Glomospiroides xinjiangensis †

En Glomospiroides se ha considerado el siguiente subgénero:
- Glomospiroides (Eoglomospiroides), también considerado como género Eoglomospiroides